# Пилоти (Мачерата)
Пилоти (итал. Pilotti) насеље је у Италији у округу Мачерата, региону Марке.
Према процени из 2011. у насељу је живело 17 становника. Насеље се налази на надморској висини од 499 м.